# Hydrothermota
Hydrothermota o Pyropristinus es un filo candidatus de bacterias recientemente propuesto. Se han identificado en los manantiales geotermales del parque nacional de Yellowstone y posteriormente sus secuencias genéticas se han encontrado en otros manantiales geotermales terrestres, con un rango de temperaturas de 70 a 90 °C y pH de 7 a 9. No se han encontrado en fuentes hidrotermales marinas. Son organismos aerobios y quimiolitoheterotrofos con fosforilación oxidativa mediante ATPasa arqueana de tipo V. Los análisis genéticos sugiere que son diferentes de los funcionalmente similares Aquificota. Los análisis filogenéticos sugieren que pertenece al grupo FCB.